# Zitaträtsel

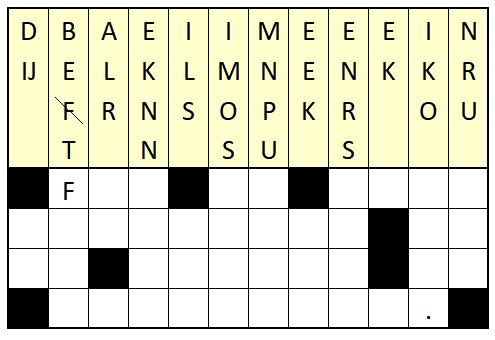
Zitaträtsel mit einem niederländischen Zitat von Foppe de Haan

Ein Zitaträtsel ist ein Puzzletyp, in dem ein Zitat versteckt ist. Bei korrekter Vervollständigung bilden die Wörter von links nach rechts ein Zitat. Das Zitat kann von einer bekannten Person stammen. Neben Zitaten können auch Sprichwörter und Redewendungen verwendet werden. Zitat-Rätsel können sich auch auf ein Buch oder einen Film beziehen. Bei einfachen Rätseln wurden vorab einige Buchstaben oder Satzzeichen angegeben.
Es gibt auch Kombinationen eines Zitat-Puzzles mit einem Kreuzworträtsel oder einem kryptischen Kreuzworträtsel. Hier können Lösungsbuchstaben des Kreuzworträtsels oder des Kryptogramms in das Zitat-Puzzle übertragen werden. Bei Geocaching-Rätseln werden Koordinaten in einem Zitaträtsel versteckt.
Die obere Hälfte des Puzzles besteht aus Spalten mit Buchstaben. Diese Buchstaben sollen passend in die Lösungsfelder darunter übertragen werden. Die Spaltenbuchstaben sind alphabetisch sortiert. Die Wörter des Zitats werden durch schwarze Kästchen getrennt. Es gibt auch Varianten ohne diese schwarzen Kästchen. Ein Wort, das am Ende einer Zeile unterbrochen wird, wird in der nächsten Zeile fortgesetzt. Diagrammfelder, die Satzzeichen oder Zahlen enthalten, werden nicht mit Buchstaben gefüllt. Wenn das Zitat-Puzzle ausgefüllt ist, sind keine Buchstaben mehr vorhanden.

## Lösungsstrategie
Bereits gefallene Spaltenbuchstaben können durchgestrichen werden. Um einen Start zu finden, können ausgenutzt werden:
- kurze Spalten
- Spalten mit Doppelbuchstaben
- kurze Worte
- Wörter, die logisch in den Satz passen
- Hinzufügung von Wortteilen
- Buchstaben, die logisch mit anderen Spaltenbuchstaben verbunden sind
- Links zu bereits gelösten Wörtern
- Kombinationen der obigen Methoden.